# 辅处彝族苗族乡
辅处彝族苗族乡是中华人民共和国贵州省毕节市赫章县下辖的一个民族乡。

## 行政区划
辅处彝族苗族乡下辖以下村级行政区划单位：
辅处村、拖二村、杨家沟村、开嘎村、幸福村、茶花村、兴旺村、营塘村和葛布村。